# Baltimore Colts 1971
La stagione 1971 dei Baltimore Colts è stata la 19ª della franchigia nella National Football League. Guidati dall'allenatore al secondo anno Don McCafferty, i Colts sembravano destinati a vincere nuovamente la AFC East dopo avere battuto i Miami Dolphins 14–3 nel penultimo turno della stagione regolare. Tuttavia, la squadra perse l'ultima partita in casa contro i New England Patriots, scendendo a un record di 10–4 che la fece qualificare ai playoff come wild card. Lì persero nella finale di conference contro i Dolphins. La difesa di Baltimore concesse solamente 140 punti in 14 partite (10 a partita) e le loro quattro sconfitte giunsero per un totale di 15 punti.
Questa fu l'ultima stagione sotto la proprietà di Carroll Rosenbloom, che scambiò la sua proprietà con quella dei Los Angeles Rams nel luglio 1972, con i giocatori e lo staff che rimasero intatti.

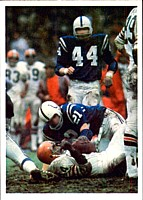
I Colts contro i Browns nei playoff 1971

## Roster
| Roster dei Baltimore Colts nel 1971 |
| --- |
| Quarterback - 15 Earl Morrall - 19 Johnny Unitas Running Back - 36 Norm Bulaich - 23 Don McCauley - 41 Tom Matte - 48 Don Nottingham - 34 Tom Nowatzke - 42 Charlie Pittman Wide Receiver - 17 Sam Havrilak - 33 Eddie Hinton - 27 Ray Perkins - 87 Willie Richardson Tight End - 88 John Mackey - 84 Tom Mitchell Offensive Linemen - 50 Bill Curry C - 61 Cornelius Johnson G - 67 Lynn Larson T - 68 Dennis Nelson T - 62 Glenn Ressler G - 71 Dan Sullivan G - 72 Bob Vogel T - 65 John Williams G Defensive Linemen - 79 Jim Bailey DT - 69 Rusty Ganas DT - 85 Roy Hilton DE - 76 Fred Miller DT - 81 Billy Newsome DE - 78 Bubba Smith DE - 74 George Wright DT Linebacker - 53 Tom Beutler - 32 Mike Curtis - 83 Ted Hendricks - 51 Bill Laskey - 56 Ray May - 52 Robbie Nichols Defensive Back - 35 Jim Duncan CB - 25 Tom Curtis SS - 44 Rex Kern - 20 Jerry Logan S - 47 Charlie Stukes CB - 21 Rick Volk S Special Team - 30 Ron Gardin PR-CB - 49 David Lee P - 80 Jim O'Brien K |
| Legenda - I rookie sono in corsivo. - Il primo ruolo è il principale mentre gli eventuali successivi indicano i ruoli secondari. - (IR) sta per Injured Reserve ed indica la lista ristretta per un solo giocatore infortunato che può tornare ad allenarsi dopo la settimana 6 e a rientrare in prima squadra dopo che questa ha giocato 8 partite. - (NF-Inj.) / (NF-Ill.) stanno rispettivamente per Non-Football Injured e Non-Football Illness ed indicano le liste dove viene inserito un giocatore che ha un infortunio o una malattia non dipendente dal football americano. - (PUP) sta per Physically Unable to Perform ed indica la lista dove viene inserito un giocatore mentre è in attesa di recuperare la condizione fisica. Nella stagione regolare dopo la sesta partita giocata dalla propria squadra, il giocatore ha tempo tre settimane per riprendere ad allenarsi, più tre settimane aggiuntive dal suo rientro agli allenamenti per rientrare in prima squadra.      |

## Calendario
| Stagione regolare |              |                         |           |        |                                 |          |
| Turno             | Data         | Avversario              | Risultato | Record | Stadio                          | Pubblico |
| 1                 | 19 settembre | New York Jets           | V 22–0    | 1–0    | Memorial Stadium                | 56,458   |
| 2                 | 26 settembre | Cleveland Browns        | S 13–14   | 1–1    | Memorial Stadium                | 56,837   |
| 3                 | 3 ottobre    | at New England Patriots | V 23–3    | 2–1    | Schaefer Stadium                | 61,232   |
| 4                 | 10 ottobre   | at Buffalo Bills        | V 43–0    | 3–1    | War Memorial Stadium            | 46,206   |
| 5                 | 17 ottobre   | at New York Giants      | V 31–7    | 4–1    | Yankee Stadium                  | 62,860   |
| 6                 | 25 ottobre   | at Minnesota Vikings    | S 3–10    | 4–2    | Metropolitan Stadium            | 49,784   |
| 7                 | 31 ottobre   | Pittsburgh Steelers     | V 34–21   | 5–2    | Memorial Stadium                | 60,238   |
| 8                 | 8 novembre   | Los Angeles Rams        | V 24–17   | 6–2    | Memorial Stadium                | 57,722   |
| 9                 | 14 novembre  | at New York Jets        | V 14–13   | 7–2    | Shea Stadium                    | 63,947   |
| 10                | 21 novembre  | at Miami Dolphins       | S 14–17   | 7–3    | Miami Orange Bowl               | 75,312   |
| 11                | 28 novembre  | at Oakland Raiders      | V 37–14   | 8–3    | Oakland–Alameda County Coliseum | 54,689   |
| 12                | 5 dicembre   | Buffalo Bills           | V 24–0    | 9–3    | Memorial Stadium                | 58,476   |
| 13                | 11 dicembre  | Miami Dolphins          | V 14–3    | 10–3   | Memorial Stadium                | 60,238   |
| 14                | 19 dicembre  | New England Patriots    | S 17–21   | 10–4   | Memorial Stadium                | 57,942   |

### Playoff
| Playoff                 |                  |                         |           |        |                             |          |
| Turno                   | Data             | Avversario (seed)       | Risultato | Record | Stadio                      | Pubblico |
| Divisional              | 26 dicembre 1971 | at Cleveland Browns (4) | V 20–3    | 1–0    | Cleveland Municipal Stadium | 70,734   |
| Conference Championship | 2 gennaio 1972   | at Miami Dolphins (1)   | S 0–21    | 1–1    | Miami Orange Bowl           | 76,622   |

## Classifiche
| AFC East             |    |    |   |      |      |       |     |     |     |
|                      | V  | S  | P | %    | CONF | DIV   | PF  | PS  | STR |
| Miami Dolphins       | 10 | 3  | 1 | .769 | 5–3  | 7–3–1 | 315 | 174 | V1  |
| Baltimore Colts      | 10 | 4  | 0 | .714 | 6–2  | 8–3   | 313 | 140 | S1  |
| New England Patriots | 6  | 8  | 0 | .429 | 4–4  | 6–5   | 238 | 325 | V1  |
| New York Jets        | 6  | 8  | 0 | .429 | 4–4  | 6–5   | 212 | 299 | V2  |
| Buffalo Bills        | 1  | 13 | 0 | .071 | 1–7  | 1–10  | 184 | 394 | S3  |

Nota: I pareggi non venivano conteggiati ai fini della classifica fino al 1972.